# Escada (Pernambuco)
Escada es un municipio brasileño del estado de Pernambuco situado en la región Nordeste. Se encuentra a 60 km de la capital pernambucana, Recife. Tiene una población estimada al 2020 de 69.292 habitantes.

## Historia
Los primeros asentamientos en la región del actual municipio de Escada fueron aldeas de los indios de las tribus Potiguaras, Tabujarés y Mariquitos (indeterminado, pues los archivos que prueban la existencias de esas tribus fueron perdidos en una inundación), fundados en épocas indeterminadas, sin embargo existentes en 1685, con el nombre de Aldeia de Nossa Senhora da Escada de Ipojuca. El Gobernador de la provincia de Pernambuco, João de la Costa Souto Mayor, escribió una carta al sargento-mayor, comandante de la Aldea, pidiendo a las tribus que  abandonen las aldeas para establecerse en los ranchos de Aldea, continuaran con las obras de la iglesia y trabajen la agricultura de lazona, a su vez el Gobernador daba varias instrucciones a los indios sobre el buen régimen moral y vida cristiana, y los padres de la Madre de Dios tenían la misión de guiar a los indios a la dirección espiritual. En 1757, según relata Sebastião Galvão, con miras a documentos varios, se sabe que la Aldea ya era un pueblo. Aumentando día a día la población del poblado, no sólo de indios, también de colonos que se establecieron en búsqueda de tierra fértiles para el cultivo. El nombre "Escada" ("Escalera") proviene de la capilla erguida por misioneros de la Congregación del Oratorio venida de Portugal para el catesismo de los indios. Como la capilla estaba localizada en lo alto del terreno, fue construida una escalera para dar acceso a un "nicho" en alabanza nuestra Señora de la Presentación, que quedó conocida como Nuestra Señora de la Escalera. El distrito de Escalera fue creado por la Carta Magna del 27 de abril de 1786 y por Ley Municipal en 6 de marzo de 1893. La Ley Provincial n.º 326, del 19 de abril de 1854, creó el municipio de Escada, con territorio desglosado del municipio del Cabo de Santo Agostinho. La sede municipal fue elevada a la ciudad por la Ley Provincial n.º 1.093, del 24 de mayo de 1873.
En Escada vivió Tobias Barreto, quien entre los años de 1871-1881 publicó opúsculos en portugués y alemán, constituyendo una excéntrica e interesante actividad literaria e intelectual en la ciudad.